# Weiße Brücke (Vranje)

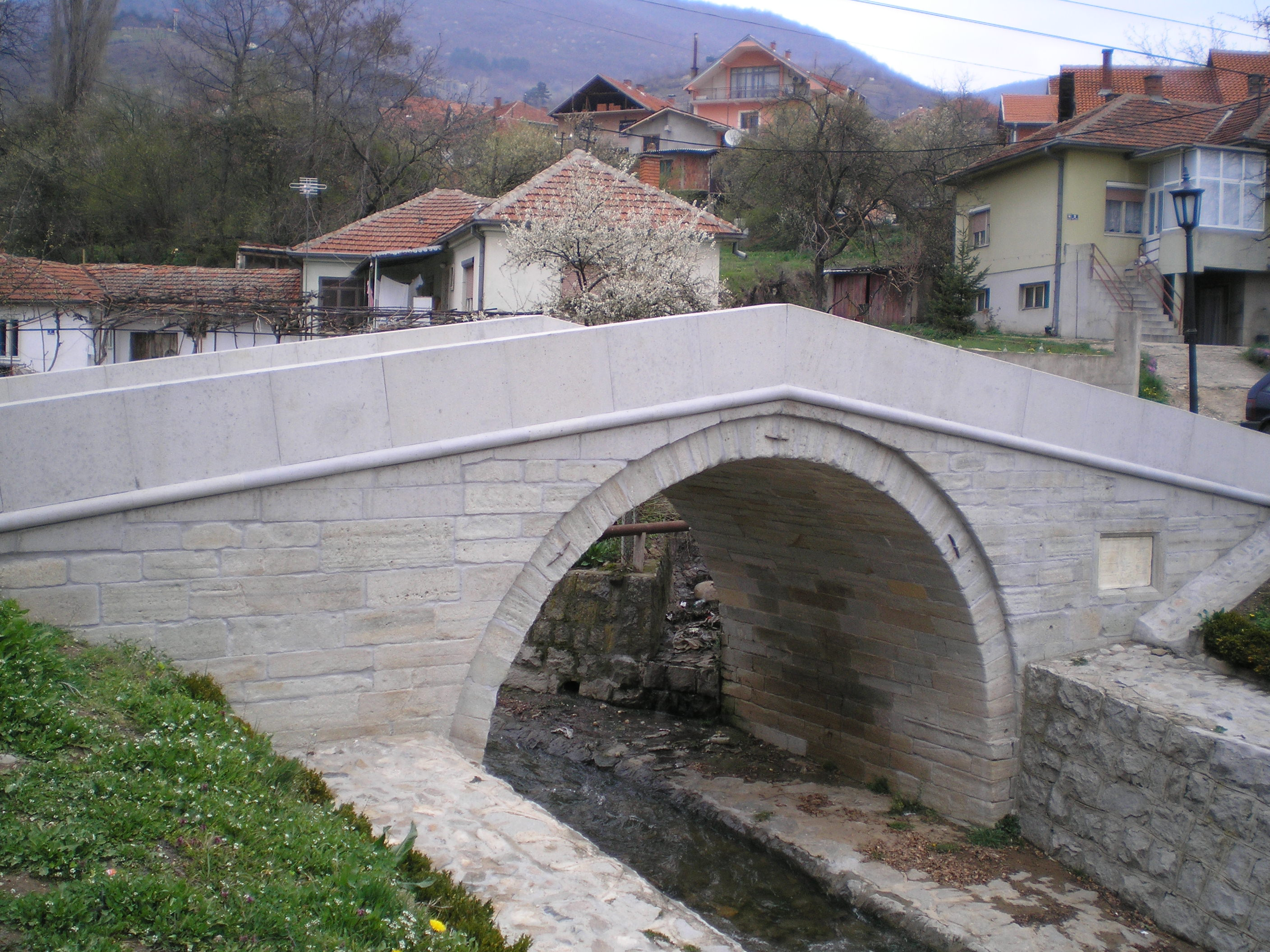
Die Weiße Brücke von Vranje

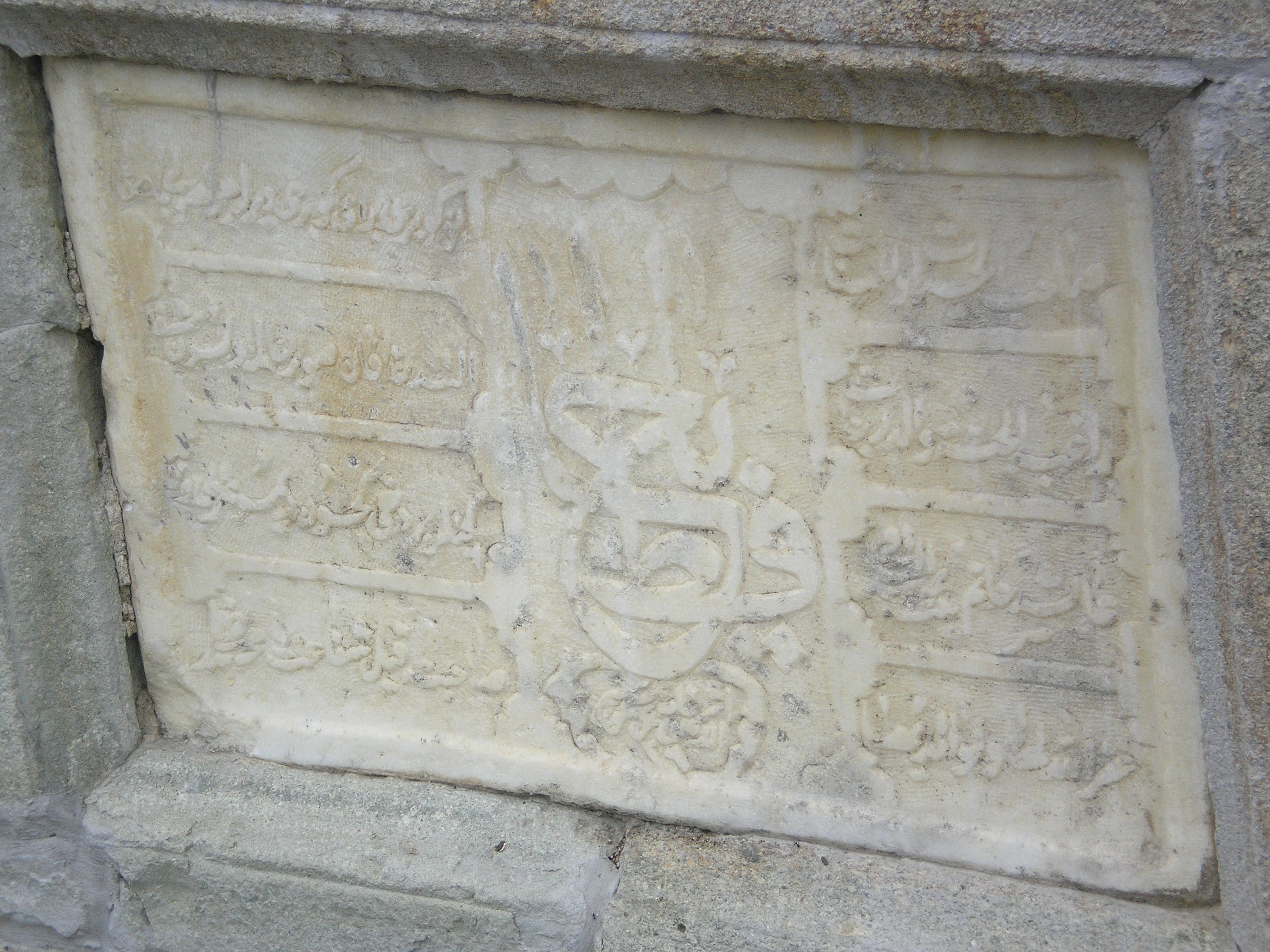
Inschrift an der Brücke

Die Weiße Brücke (serbisch Бели мост Beli most) oder Brücke der Liebe (serbisch Мост љубави Most ljubavi) ist eine historische Steinbrücke in Vranje (Serbien). Sie wurde um 1844 zur Überquerung des gleichnamigen Flusses Vranje erbaut. Die Brücke ist heute geschütztes Kulturgut.

## Legende
Der Legende nach wurde die Weiße Brücke von einer Türkin in Andenken an die unglückliche Liebe ihrer Tochter zu einem lokalen Hirtenjungen erbaut. Damals gehörte Vranje noch zum Osmanischen Reich. Mit der Geburt seiner Tochter Ayşe soll dem reichen und mächtigen Selim-Bey (auch Selim-Beg oder Selim-Pascha) vorausgesagt worden sein, sie würde sich in einen Gavur verlieben. Dadurch, dass er seine Tochter eingesperrt hielt, wollte er diese Weissagung verhindern. Er habe an seinem Haus einen hohen Turm bauen lassen und ließ Ayşe dort wohnen. Aus diesem Turm konnte Ayşe jeden Tag den serbischen Hirtenjungen Stojan mit seinen Schafen am Fluss vorbeiziehen sehen, und sie verliebten sich. Sie trafen sich heimlich und träumten davon, gemeinsam in die Berge zu fliehen. Ihre Treffen blieben aber nicht unbemerkt, und schon bald kam Selim-Bey zu Ohren, dass sich seine Tochter heimlich mit einem Burschen trifft. Eines Tages bemerkte Selim-Bey, wie sich Ayşe wieder einmal aus dem Hause schlich, und er folgte ihr. Als er dann am Flussufer der Vranje seine Tochter Ayşe in den Armen des Hirtenjungen fand, versuchte Selim-Bey den Jungen zu töten. Dabei soll er jedoch seine eigene Tochter getötet beziehungsweise erschossen haben, die mit ihrem Körper den Jungen beschützen wollte, den sie liebte. Stojan soll sich daraufhin mit einem Dolch selbst das Leben genommen haben, oder, nach einer anderen Version, von einer zweiten Kugel Selim-Bey' tödlich getroffen sein.
An der Stelle dieser echten oder vermeintlichen Tragödie sei von der Mutter Ayşe', die den Tod ihrer Tochter nicht verkraftet und ihren Ehemann verdammt haben soll, die Weiße Brücke erbaut worden sein. Eine andere Überlieferung besagt, dass die im Sterben liegende Ayşe in einem letzten Wunsch ihren Vater gebeten habe, von ihrer Mitgift diese Brücke zum Andenken an sie und ihre Liebe zu erbauen. An der Brücke ist eine steinerne Tafel angebracht, auf welcher in türkischer Sprache und arabischer Schrift geschrieben steht: 
„Diese Brücke wird die weiße Brücke genannt, und sie soll dazu dienen, den Menschen zu helfen. Das Wasser, das unter ihr fließt, soll der Gesundheit der Menschen dienen. Ihr, die ihr über sie geht, geht einmal über sie und kehrt wieder zurück, und ihr werdet sehen, dass sie für das Wohl eines jeden Menschen gebaut wurde. Mohammed, du Auserwählter, hilf der Dienerin Ayşe, der Besitzerin. Oh Beschützer, die Besitzerin dieser Güte und Schönheit, die Dienerin Ayşe, hat diese Brücke erbaut, damit Gott ihre Sünden und die Sünden ihrer Eltern verzeiht.“
Einer weitverbreiteten Meinung nach soll zum Schluss noch geschrieben stehen: „Verflucht sei derjenige, der teilt, was die Liebe vereint hat.“ Dies mag aber Teil der Legendenbildung um die „Brücke der Liebe“ sein, die traditionell immer wieder von verliebten Paaren, in letzter Zeit besonders am Valentinstag oder am Tag des Heiligen Tryphon (bei den orthodoxen Christen gilt der hl. Tryphon als Beschützer der Liebenden), aufgesucht wird.